# طاهر بن أحمد القزويني
بهاء الدين أبو محمّد طاهر بن أحمد بن محمّد القزويني المعروف بالنجّار ‏(493-580هـ/1099-1184م) من علماء القرن السادس الهجري،/الثاني عشر الميلادي، عُرف بتقدمه في اللغة والقراءات وغريب القرآن وعلم الأصول، وكانت له مع ذلك معرفة وصلة بالتصوف يشهد على ذلك ما أورده في كتابه سراج العقول في منهاج الأصول.

## سيرة
بعض ما اورده القزويني متحدثا عن نفسه في رسالته بث الشكوي حيث قال: «أنفقت شطراً من عنفوان العمر على حفظ القرآن حتى أتقنت تلاوته، وأُشْرِبْتُ في قلبي حلاوته، فجذبني إلى تعلّم القراءات، وَتَفَهُّم الوقوف والمئات، والتَّلَقُّن لحسن الأداء بمعرفة الحروف في الإخفاء والإبداء، وتعرُّف المتشابهات، وتعَدُّد الكلِم والآيات.ثمّ تَرَقَّبْتُ إلى علم العربية فَتَحَفَّظْت الكتب المتداولة كالألفاظ، والفصيح، وكتب الصفات، وعدد من المصنّفات، وهلمّ جرّاً إلى ما فوقها من الكتب المبسوطة كأدب الكاتب، والإصلاح، وما يجانسهما من المجلدات الصحاح، فحصلت إذ ذاك على مفردات الألفاظ، ثم آثرت مركباتها بالاحتفاظ، فعنيت بمَا عنّ لي من الرسائل، والمقامات، والأمثال، والحكايات، والخطب المنثورة، والحكم المأثورة. ثم أقبلت بِهِمَّتي إلى تحفظ الأشعار من دواوين المتقدمين، والمخضرمين، والمحدثين، والعصريين، حتى انتهيت منها إلى زهاء مائتي ألف بيت.»

## شيوخه
من شيوخه الذين درس عليهم محمود بن عمر الزمخشري، والقاضي أبو بكر الأرجاني، ووالد عبد الكريم الرافعي القزويني أبي الفضل محمّد بن عبد الكريم بن الفضل بن الحسن بن الحسين القَزْوِيْنيّ الرَّافِعِيّ الشَّافِعي.

## تلاميذه
ومن أشهر تلاميذه منتجب الدين أبو الحسن بن عبيد الله بن بابويه الرازي صاحب فهرست أسماء علماء الشيعة.

## مؤلفاته
للقزويني مؤلفات عديدة ضاع معضمها لكن المصادر حفظت لنا أغلب العناوين وقد ذكر القزويني أغلب عناوين مؤلفاته في كتابه المطبوع مؤخرا ببيروت سراج العقول في منهاج الأصول بتحقيق عبد المولى هاجل في آخر فصل من هذا الكتاب. يتجاوز عدد هذه المؤلفات الخمسين ما بين رسالة وكتاب وهذه عناوينها:
1. سراج العقول في منهاج الأصول.[1]
2. نور الحقيقة ونَور الحديقة (نشر بتحقيق عبد المولى هاجل تحت عنوان إثبات المعرفة المسمى نور الحقيقة ونَوْر الحديقة.
3. مسالك البحث عن مدارك البعث.
4. نقض التعليم وكشف التفهيم.
5. يواقيت العلوم ودراري النجوم.
6. ذخر الخواصّ في تفسير سورة الإخلاص.
7. رسالة قوت الروح.
8. صوان الأدب في لسان العرب.
9. رفع الخيال عن رؤية الهلال.
10. شرح تسبيحة الأبدال ومعنى الجمال والجلال.
11. حل العيبة عن حال الغيبة.
12. جزءان من مساءلات قوت القلوب.
13. الياقوت في تسبيح المَلَك والملكوت.
14. مصفاة الصفاة والردّ على النُّفاة.
15. شرح بدء النحو من كلام الترمذي.
16. رسالة الفتوى في قوله «وألزمهم كلمة التقوى» (الفتح؛ 26).
17. شرح كلمات شتّى من خطب عليّ بن أبي طالب رضي الله عنه.
18. المناهج في علم المخارج.
19. المسائل المستدركة من سؤالات القرآن.
20. زبدة الأقوال في قوله «ثمّ آتينا موسى الكتاب تماما» (الأنعام؛ 154).
21. مقامات شتّى عملتها بساوة على لسان الفقيه المصري.
22. الإفادة عن ترجمة الشهادة.
23. جزء في مقاربة القضيّة عن مقارنة النيّة.
24. حدر اللثام عن الحرف والكلام.
25. رسالة الاستيجاب عن الأحوال الثلاث.
26. لباب الألباب في مراسم الإعراب.
27. غاية التعريف في علم التصريف.
28. جملة الحديث عن التذكير والتأنيث.
29. الدرّ المنظوم في التعدية واللزوم.
30. الأصول والفصول
31. النكت في النحو.
32. اللمحة في النحو.
33. الرائقة في التصريف.
34. الفائقة في شرح الرائقة في التصريف.
35. رسالة في مشاجرة المتعلّم والفقيه والأديب والمتكلّم.
36. مراسلات وقصائد كتبتها إلى القاضي ظهير الدين البسطامي.
37. رسالة في نسبة الليالي إلى اللآلئ.
38. تفسير الفاتحة وقدر عشرين آية من البقرة.
39. مجرّد قراءة أبي عمرو بن العلاء.
40. رسالة الإيماء إلى لفظ ما.
41. شرح بيتي المتنبي: «روح تردّد» والآخر «ها فانظري أو فظنّي بي».
42. الرسالة في نقض أحكام النجوم
43. الإبانة عن معنى الإمالة.
44. الشمّة في النحو.
45. قاعدة في النحو.
46. جوهرة التصريف على الحروف.
47. بهجة القرّاء في أسرار القراءات.
48. البرهان على «إنّ هذان.» (طه؛ 63).
49. التلقين في مهمّات الدين. (مختصر بالعجمية: أي الفارسية).
50. الاكتفاء في علم الاستيفاء.
51. مختصر في تنزيه الحقّ وبدء الخلق: (فيه مسائل غوامض).
52. الإفادة في تسهيل الولادة.
53. الرسالة بثّ الشكوى.
54. كتاب الموازنة بين نجوم الأرض ونجوم السماء: (في ذكر النبيّ صلّى الله عليه وسلم والخلفاء).
55. كتاب إبطال القول بوجوب وجود العالم (بالفارسيّة).
56. كتاب الرسالة الواوية.
57. كتاب الفاكهة في إعراب الفاتحة.
58. كتاب شهقة المصلّي. (بالفارسية).
59. كتاب زاد الزّهّاد إلى المعاد في التصوّف.